# Edwin Vincent Byrne
Edwin Vincent Byrne (* 9. August 1891 in Philadelphia, USA; † 25. Juli 1963) war ein US-amerikanischer Geistlicher und Erzbischof von Santa Fe.

## Leben
Edwin Vincent Byrne empfing am 22. Mai 1915 durch den Erzbischof von Philadelphia, Edmond Francis Prendergast, das Sakrament der Priesterweihe.
Am 23. Juni 1925 ernannte ihn Papst Pius XI. zum Bischof von Ponce. Der Erzbischof von Philadelphia, Denis Joseph Kardinal Dougherty, spendete ihm am 30. November desselben Jahres die Bischofsweihe; Mitkonsekratoren waren der Bischof von Wheeling, John Joseph Swint, und der Weihbischof in Scranton, Andrew James Louis Brennan. Pius XI. bestellte ihn am 8. März 1929 zum Bischof von San Juan de Puerto Rico. 
Am 12. Juni 1943 ernannte ihn Papst Pius XII. zum Erzbischof von Santa Fe.